# (4358) Lynn
(4358) Lynn (A909 TF) – planetoida z pasa głównego asteroid okrążająca Słońce w ciągu 4,22 lat w średniej odległości 2,61 j.a. Odkryta 5 października 1909 roku.